# سرگئی سیروتکین (راننده مسابقه)
سرگئی سیروتکین (به روسی: Серге́й Оле́гович Сиро́ткин) (زادهٔ ۲۷ اوت ۱۹۹۵) رانندهٔ حرفه‌ای خودروی مسابقه‌ای اهل روسیه است که با تیم ویلیامز در مسابقات فرمول یک فصل ۲۰۱۸ شرکت کرده‌است. او اکنون رانندهٔ ذخیرهٔ تیم‌های رنو و مک‌لارن است.